# József Rippl-Rónai
József Rippl-Rónai (født 23. maj 1861 Kaposvár, Kejserriget Østrig; død  25. november 1927 i Kaposvár, Kongeriget Ungarn) var en ungarsk maler.
Efter skolegang i hjembyen Kaposvár studerede han først farmakologi i Budapest.
1884 rejste han til München for i stedet at studere maleri på akademiet der (Akademie der Bildenden Künste). Et stipendium muliggjorde at han kunne rejse til Paris og studere hos landsmanden Mihály von Munkácsy.
Rippl-Rónai mødte 1888 medlemmer af Les Nabis, og under deres indflyselse skabte han billedet Kroen ved Pont Aven.
Nogen større succes fik han dog først med  billedet fra 1894 af bedstemoren.
Rippl-Rónai udførte mange portrætter, og senere i livet arbejdede han også med skulpturer og glasmaleri.
| - Kroen ved Pont-Aven – Min bedstemor - Kroen ved Pont-Aven, 1889 - Min bedstemor, 1894 |

## Billeder
| - Selvportrætter - 1896 - 1897 - 1912 - 1915 - 1922 - Sidste, 1927 |

| - Kvindeportrætter - Kvinde fra Paris, 1891 - Kvinde i rød kjole og sort halsbånd, 1915 - Kvinde med boa, 1916 - Kvinde med kinesisk kop, 1920 - Portræt af Zdenka Ticharich, 1921 - Portræt af Erno Löwy, ukendt dato |

| - Andre værker af József Rippl-Rónai - "Kvinde i blåt" Ca. 1889 Woman in Blue Dress - Pige med fuglebur, 1892 - En park ved nattetide, 1892/95 - Karrusel, malet keramik, 1897 - Kvinder i haven, 1900 - Min far og onkel Piacsek med rødvin, 1907 - Hovedbygningen ved Körtvélyes, o. 1907 Le manoir Körtvélyes - Interiør, 1909 - Kvinde med tre piger, ca. 1909 Brooklyn Museum - Morgenbord, o. 1910 Breakfast Table - Markarbejde, o. 1910 Work in the Fields - Stilleben med masker, 1910 - Elek Petrovics og Simon Meller, 1910 - Kvinde med parasol, 1910 - Atelier i Kaposvár, 1911 - Kvinde med tre piger 1907-1911 Femme avec trois filles |